# Annemarie Sörensen
Annemarie Sörensen, född den 19 december 1913 i Ober-Gerlachsheim i dåvarande tyska Schlesien (numera Polen), död i december 1993, var en tysk skådespelare, vars karriär i huvudsak inföll under 1930-talet.
På grund av judiskt påbrå emigrerade Sörensen efter Adolf Hitlers maktövertagande till Österrike. Hennes sista film var en österrikisk-svensk samproduktion, Skeppsbrutne Max (1936).

## Filmografi (i urval)
- 1931 - Die Schlacht von Bademünde
- 1933 - Es war einmal ein Musikus
- 1934 - Heinz im Mond
- 1935 - Wer wagt - gewinnt
- 1936 – Rendezvous im Paradies
- 1936 – Skeppsbrutne Max